# Porrhomma kulczynskii
Porrhomma kulczynskii là một loài nhện trong họ Linyphiidae.
Loài này thuộc chi Porrhomma. Porrhomma kulczynskii được miêu tả năm 1974 bởi Starega.